# Эльблонг (станция)
Эльблонг  (пол. Elbląg) — пассажирская и грузовая железнодорожная станция в городе Эльблонг, в Варминьско-Мазурском воеводстве Польши. Имеет 3 платформы и 5 путей. Относится по классификации к категории C, т.е. обслуживает от 300 тысяч до 1 миллиона пассажиров ежегодно.

## История
Станция построена на железнодорожной линии Мальборк — Калининград в 1852 году, когда город Эльблонг был в составе Королевства Пруссия. 
Построена в 1893 году вторая линия Эльблонг — Мыслице была демонтирована в 1945 году. 
Третья линия построена в 1889 году на участке Эльблонг — Эльблонг-Място — Эльблонг-Здруй была демонтирована в 1958—1982 годах.
Построенное вместе со станцией паровозное депо использовалось железной дорогой до 40-х годов XX столетия. 
Капитальный ремонт вокзала был проведен в 2010 — 2011 годах.

## Название
Названия станции изменились: Эльбинг (нем. Elbing) с 1852 года, Эльблонг-Главный (пол. Elbląg Głowny) с 1944 года, нынешнее название с 1948 года.